# Río Rayas
El río Rayas es un curso natural de agua que nace en las laderas oeste del volcán Michinmávida y fluye con dirección oeste hasta desembocar en el canal Desertores, al este de la isla de Chiloé, en la Región de Los Lagos.

## Historia
Luis Risopatrón lo describe en su Diccionario jeográfico de Chile (1924):: 755 
Rayas (Río). Corre hacia el W i forma en su desembocadura, en el canal Desertores, una mancha blanca, que asemeja un bajo fondo.